# كارسون سميث
كارسون سميث (بالإنجليزية: Carson Smith)‏ هو عازف جاز أمريكي، ولد في 1931 في سان فرانسيسكو في الولايات المتحدة، وتوفي في 2 نوفمبر 1997 في لاس فيغاس في الولايات المتحدة.

## وصلات خارجية
- كارسون سميث على موقع ميوزك برينز (الإنجليزية)
- كارسون سميث على موقع أول ميوزيك (الإنجليزية)
- كارسون سميث على موقع ديسكوغز (الإنجليزية)